# اش-سور-سور
اش-سور-سور (به لوکزامبورگی: Esch-Sauer) یک شهرداری در شهر ویلتز کشور لوکزامبورگ است که ۵۱٫۲۵ کیلومترمربع مساحت دارد و جمعیت آن در سال ۲۰۰۹ میلادی ۲۰۰۰ نفر بوده‌است.

## بخش‌ها
این شهرداری ۱۴ بخش یا زیرمجموعه دارد که عبارتند از:
- بومل (Bommel)
- بورفلت (Burfelt)
- دیربک (Dierbech)
- انزبر (Ënsber)
- اشدورف (Eschduerf)
- اش-سور-سور(Esch-Sauer) مرکز
- هایشنت (Heischent)
- هایشترگرون (Heischtergronn)
- هیرهک (Hierheck)
- للتس (Lëlz)
- مرشیت (Merscheet)
- ننگسن (Néngsen)
- رنگل (Réngel)
- تودلر (Toodler)

## تاریخچه جمعیت
تاریخچه رشد جمعیت این شهرداری در جدول زیر آمده‌است:	
| سال  | جمعیت |
| ---- | ----- |
| ۱۸۲۱ | ۷۸۶   |
| ۱۸۵۱ | ۷۵۵   |
| ۱۸۸۰ | ۶۰۵   |
| ۱۹۱۰ | ۴۶۱   |
| ۱۹۳۵ | ۴۱۲   |
| ۱۹۴۷ | ۳۷۲   |
| ۱۹۶۰ | ۳۲۳   |
| ۱۹۷۰ | ۲۴۱   |
| ۱۹۸۱ | ۲۵۸   |
| ۱۹۹۱ | ۱۹۹   |
| ۲۰۰۱ | ۳۱۴   |
| ۲۰۰۴ | ۲۹۳   |
| ۲۰۰۷ | ۲۷۲   |
| ۲۰۱۰ | ۳۱۱   |
| ۲۰۱۱ | ۳۲۴   |